# Jozef Belas
Jozef Belas (1. prosince 1920 – 14. říjen 1974) byl slovenský a československý generál, politik Komunistické strany Slovenska a poúnorový poslanec Národního shromáždění ČSSR a Sněmovny lidu Federálního shromáždění.

## Biografie
V průběhu Slovenského národního povstání bojoval v řadách partyzánského oddílu Čapajev, následně vstoupil do čs. zahraniční armády tedy 1. československého armádního sboru. V dubnu 1947 se stal nadporučíkem z povolání. V letech 1949–1953 vystudoval Vojenskou politickou akademii V. I. Lenina v Moskvě a byl povýšen 15. ledna 1953 na majora. 13. února 1954 je povýšen na podplukovníka. V letech 1955–1956 působí jako zástupce náčelníka Organizačně-instruktorské správy na Hlavní politické správě. 6. května 1962 byl povýšen na plukovníka a zastává post náčelníka politického oddělení, při Vyšším leteckém učilišti v Košicích. Ve volbách roku 1964 byl zvolen za KSS do Národního shromáždění ČSSR za Východoslovenský kraj. V Národním shromáždění zasedal až do konce volebního období parlamentu v roce 1968.
Byl ženatý s Valentinou Belasovou, sovětskou občankou, se kterou se seznámil během studií v SSSR, měli spolu dvě či tři děti. Během sovětské invaze 23. srpna 1968 vylepili demonstranti v Košicích plakáty se jmény a adresami „příznivců okupace“, včetně Josefa Belase. Valentina viděla takový plakát a pokusila se ho strhnout, ale byla poznána a zajata davem. Zuřiví demonstranti z ní strhali šaty, potřísnili ji červenou barvou a zcela nahou ji vedli ulicemi města. Očití svědci vypověděli, že dav měl v úmyslu ji hodit pod tramvaj. Nakonec ji ukryl prodavač v obchodě a dál se o ni postarali policisté. Následně byli iniciátoři lynče odsouzeni k dlouholetým trestům odnětí svobody (Vojtech Pastor na 7 let). O incidentu natočil Fero Fenič v roce 1974 absolventský film.
K roku 1968 se profesně uvádí jako důstojník ČSLA z obvodu Humenné. V květnu 1971 ho prezident republiky povýšil do hodnosti generálmajora. Uvádí se tehdy jako náčelník vojenskopolitické fakulty Bratislava a zástupce náčelníka-rektora Vojenské akademie Antonína Zápotockého.
Po federalizaci Československa usedl roku 1969 do Sněmovny lidu Federálního shromáždění (volební obvod Humenné), kde setrval do konce volebního období, tedy do voleb v roce 1971.

## Vyznamenání
- Československá medaile Za zásluhy II. stupně
- Československá medaile Za chrabrost před nepřítelem
- Medaile Za službu vlasti, 1955
- Vyznamenání Za zásluhy o obranu vlasti, 1958
- Řád rudé hvězdy, 1960
- Pamětní medaile k 20. výročí Slovenského národního povstání, 1964
- Řád práce, č. matriky 4147, 1970
- Pamětní medaile k 25. výročí Vítězného února, 1973
- Pamětní medaile k 30. výročí národně osvobozeneckého boje našeho lidu a osvobození Československa Sovětskou armádou, 1974